# Carlos, rey emperador
Carlos, rey emperador è una serie televisiva spagnola storica composta da 17 episodi e trasmessa in prima visione su La 1 dal 7 settembre 2015 al 25 gennaio 2016.

## Trama
La serie racconta la storia di Carlo V d'Asburgo, uno degli uomini più potenti che l'Europa abbia mai conosciuto, sovrano di un impero tanto straordinario per proporzioni quanto per la sua diversità.

## Episodi
| Stagioni       | Episodi | Prima TV originale | Prima TV italiana |
| -------------- | ------- | ------------------ | ----------------- |
| Prima stagione | 17      | 2015-2016          | inedita           |